# Oxira orphnina
Oxira orphnina là một loài bướm đêm trong họ Noctuidae.